# 王子聰
王子聰（Wong Tsz Chung，1995年6月16日–），生於香港，香港足球運動員，司職守門員。

## 球員生涯
王子聰生於香港，由小學三年班開始跟隨名師盧國華（香港首席門將葉鴻輝師傅）學習，於2013年首次被選入香港U18，代表香港出戰東亞青年足球錦標賽。
在2013年夏天，由於來季甲組球隊增至12隊令本地球員需求大增，而晨曦隨住上季正副選門將張春暉和張景驊離隊，在青訓總監盧國華建議下會方決定將青年軍主力王子聰提升上甲組，另再由標準流浪羅致其哥哥王子謙兩兄弟同時為晨曦守龍成為一時佳話。
同年獲港超聯球會香港飛馬垂青邀請由晨曦加盟不過未有太多上陣機會，僅在以6–1撃敗甲組球隊灣仔的足總盃首圈上陣，最終他在2016年7月轉投九巴元朗到完季後加盟新成立的港超聯球會理文，球衣號碼為20。
2018年9月13日，傑志宣佈王子聰加盟。
2020年11月18日，傑志將王子聰外借至甲組球會深水埗。

## 國際賽生涯
雖然王子聰在港超沒有上陣機會但便贏得香港隊教練團賞識，於2017年5月挑選入香港U22的集訓名單之中，更在2017年7月入選香港U22代表隊，參與在朝鮮首都平壤舉行的亞洲足協23歲以下錦標賽外圍賽，並在第二場對老撾國家隊的賽事前，由於正選門將袁皓俊在熱身時觸傷舊患，令王子聰臨危受命擔任正選，首次為香港上陣，最終雙方亦以1–1言和。及後，王子聰再在最後一場對中華台北的分組賽正選上陣，但最後香港以1勝2和不敗的成績，未能成為五隊最佳次名之一，無緣晉身決賽周。

## 家庭生活
由於哥哥王子謙（現時香港甲組聯賽球會標準流浪門將）為守門員的關係，令王子聰得到好多嘗試的機會從小就想做守門員，兩兄弟同為英華書院舊生及校隊正選門將，於2013/14球季一同效力甲組球會晨曦成為一時佳話。

## 榮譽
傑志
- 香港超級聯賽冠軍（2019–20季度）,（2020–21季度）
- 香港足總盃冠軍（2018–19季度）
- 香港高級組銀牌冠軍（2018–19季度）
- 香港菁英盃冠軍（2019–20季度）
- 香港社區盃冠軍（2018–19季度）

香港飛馬
- 香港足總盃冠軍（2015–16季度）
- 香港菁英盃冠軍（2015–16季度）

公民
- 香港甲組聯賽冠軍（2024–25季度）

英華書院
- 全港學界精英足球賽冠軍（2013–14季度）
- 全港學界精英足球賽 最有價值球員（2013–14季度）

香港大學
- 香港大學獎學金運動員（2014年）

## 外部連結
- 香港足球總會網頁球員資料 （页面存档备份，存于）